# Linha 1 do Tramway d'Île-de-France
A linha 1 do Tramway d'Île-de-France, mais muitas vezes chamado simplesmente de T1, é uma linha operada pela Régie Autonome des Transports Parisiens (RATP), que foi inaugurada em 1992 entre Bobigny e Saint-Denis, que marcando o grande retorno a este modo de transporte na região da Ilha de França depois de trinta e cinco anos de ausência.
Desde uma primeira extensão em 15 de dezembro de 2003 seguida por uma segunda no oeste operado em 15 de novembro de 2012, ele se conecta a estação de metrô Les Courtilles, da linha 13, localizado no limite das comunas de Asnières-sur-Seine e Gennevilliers, por um lado, à estação de Noisy-le-Sec situada no território da comuna de mesmo nome, por outro lado. A viagem leva pouco mais de uma hora e serve trinta e seis paradas em dezessete quilômetros. A linha, que conseguiu um rápido sucesso, transportou 115 000 passageiros em média por dia de trabalho em 2009.
Uma extensão para o oeste através de Colombes, permitindo uma correspondência com a linha de tramway T2 é prevista, com um primeiro passo para o Quatre-Routes até o ano de 2018. A leste, uma segunda extensão até Val de Fontenay, permaneceu bloqueada durante vários anos em virtude da oposição do município centrista de Noisy-le-Sec, é finalmente validado pelo STIF desde julho de 2009, depois de uma mudança de maioria e agendada para 2015. No entanto, uma nova alteração da maioria municipal desta comuna, no final de 2010, compromete mais uma vez o projeto.

Plano da linha T1.

## História

### Linha do tempo

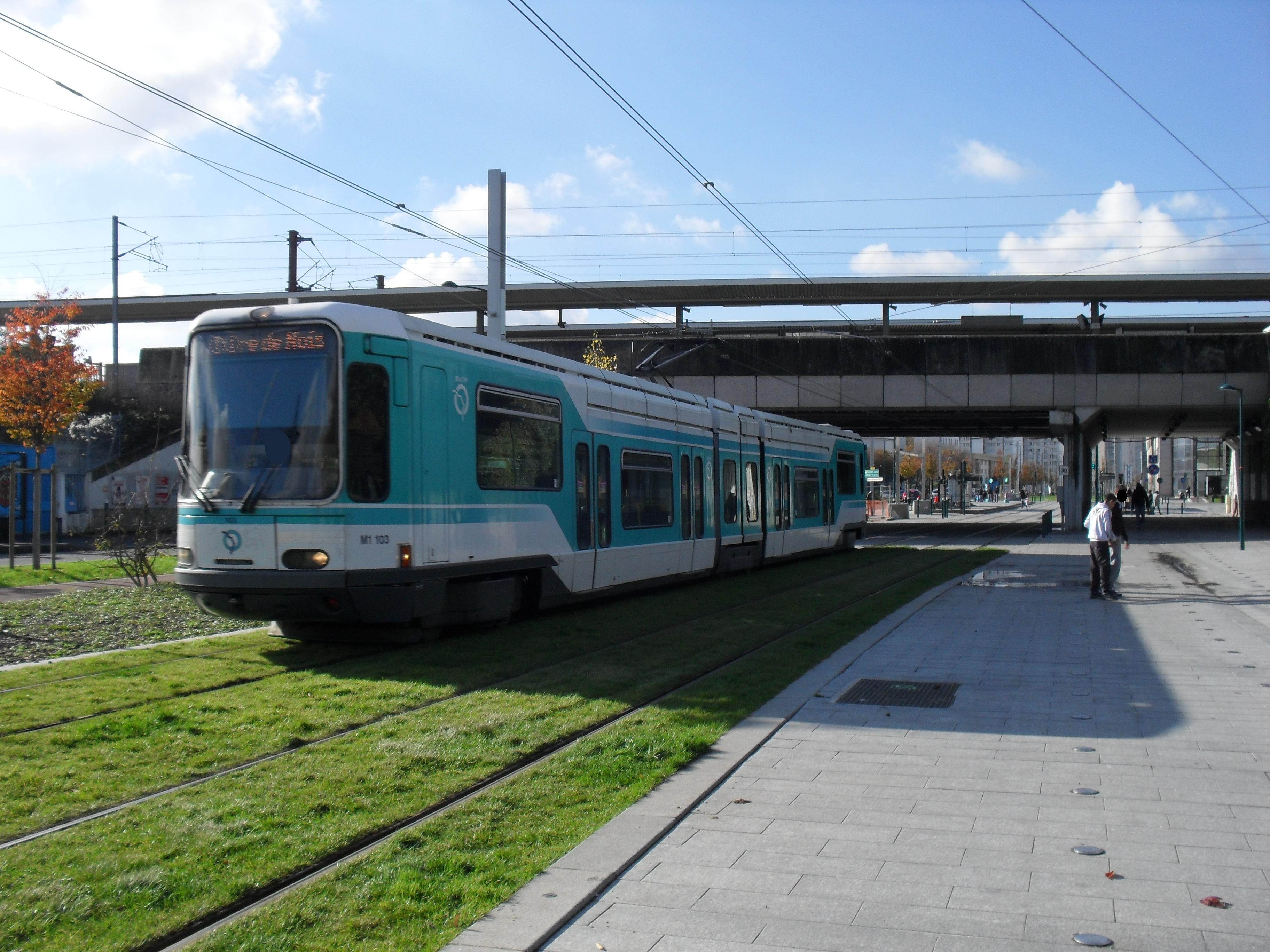
O trem TFS no 103 entre as estações Estação de Gennevilliers e Parc des Chanteraines, durante a "caminhada em branco" sobre a extensão para Les Courtilles, em novembro de 2012.

- 6 de julho de 1992: início do serviço entre Bobigny - Pablo Picasso e La Courneuve - 8 Mai 1945
- 21 de dezembro de 1992: extensão para oeste de La Courneuve - 8 Mai 1945 a Gare de Saint-Denis
- 15 de dezembro de 2003: extensão para leste de Bobigny - Pablo Picasso, a Gare de Noisy-le-Sec
- 15 de novembro de 2012: extensão para oeste da Gare de Saint-Denis para Les Courtilles

### Renascimento do tramway
A linha 1 do tramway d'Île-de-France, que marca o retorno deste modo de transporte desaparecido da região em 1957, é o resultado de um longo esforço realizado em determinado pelo Conselho geral de Seine-Saint-Denis e as cidades em questão. O Plano diretor de desenvolvimento urbano da região de paris evoca em julho 1976, a criação de linhas de anel para o norte e sul da área urbana para facilitar as ligações de subúrbio a subúrbio em crescimento constante. Um esquema diretor de locais próprios foi desenvolvido pela RATP a pedido da direção regional do Equipamento da Ilha de França, particularmente ao longo da estrada nacional 186 (N 186) onde o tráfego rodoviário, em última análise, deveria ser aliviado pelo lançamento progressivo da autoestrada A86.
Em 1977, o Instituto de desenvolvimento e de urbanismo da região da Île-de-France (IAURIF) recebeu a missão da direção regional do Equipamento para estudar a criação de duas linhas de anel estruturantes nos subúrbios, as quais uma faria a ligação do bairro de negócios de La Défense, a oeste, à prefeitura de Seine-Saint-Denis, Bobigny, a leste. O instituto propôs o tramway, cuja capacidade é maior do que a do ônibus, e tem várias outras vantagens, incluindo um baixo nível de ruído, falta de poluição direta, a adaptabilidade à mudança de tráfego e de boa acessibilidade para pessoas com deficiência, graças ao seu piso baixo. O tramway parecia perfeitamente apropriado para ligações de subúrbio a subúrbio, onde o tráfego não justificava a criação de uma linha de metrô enquanto seria muito alto para uma simples linha de ônibus.

### Nascimento do T1

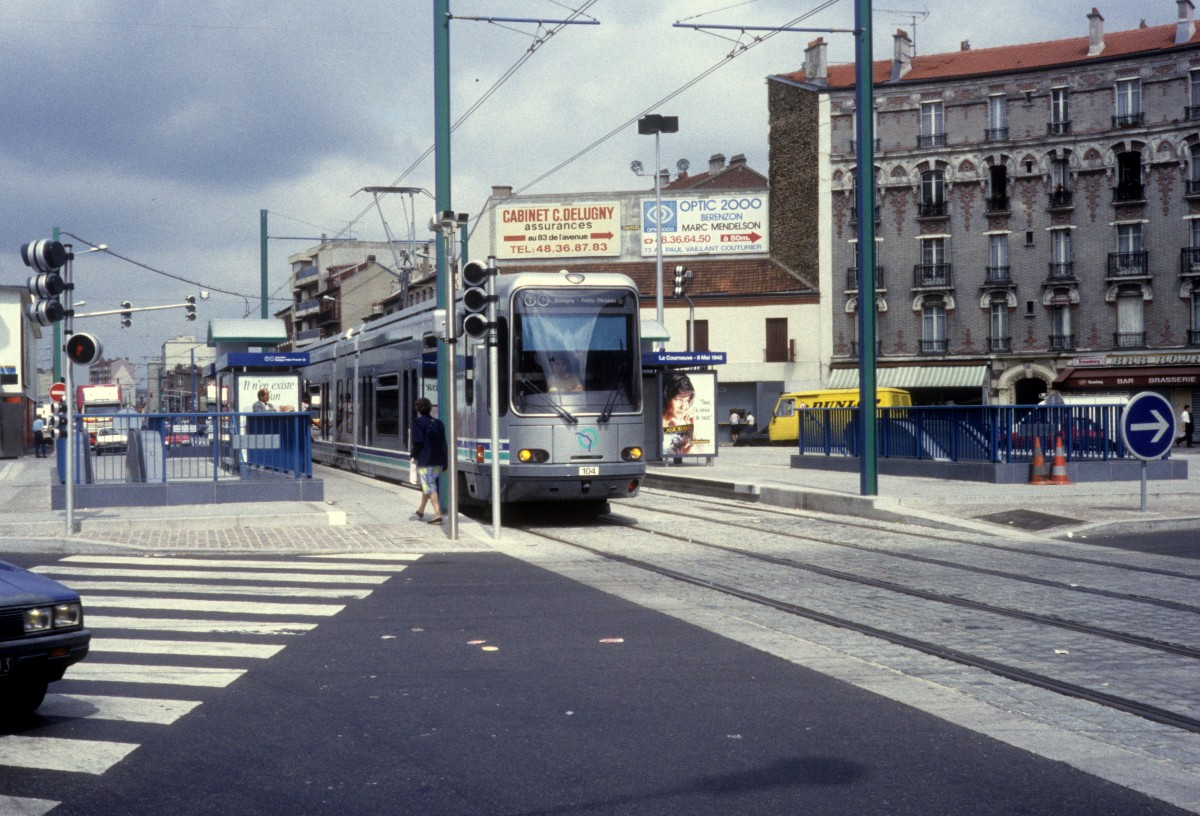
O trem TFS no 104 na estação La Courneuve - 8 Mai 1945, em julho de 1992.

A linha foi inaugurada em duas etapas durante o ano de 1992. O progresso satisfatório do trabalho permitiu a abertura de uma primeira seção de 3 de 600 metros em 6 de julho de 1992 entre Bobigny - Pablo Picasso e La Courneuve - 8 Mai 1945.
O segundo trecho de 5 a 400 metros foi inaugurado em 21 de dezembro de 1992 entre La Courneuve - 8 Mai 1945 e Gare de Saint-Denis. Mas um custo de saturação de 94 milhões de francos demandou um financiamento adicional.

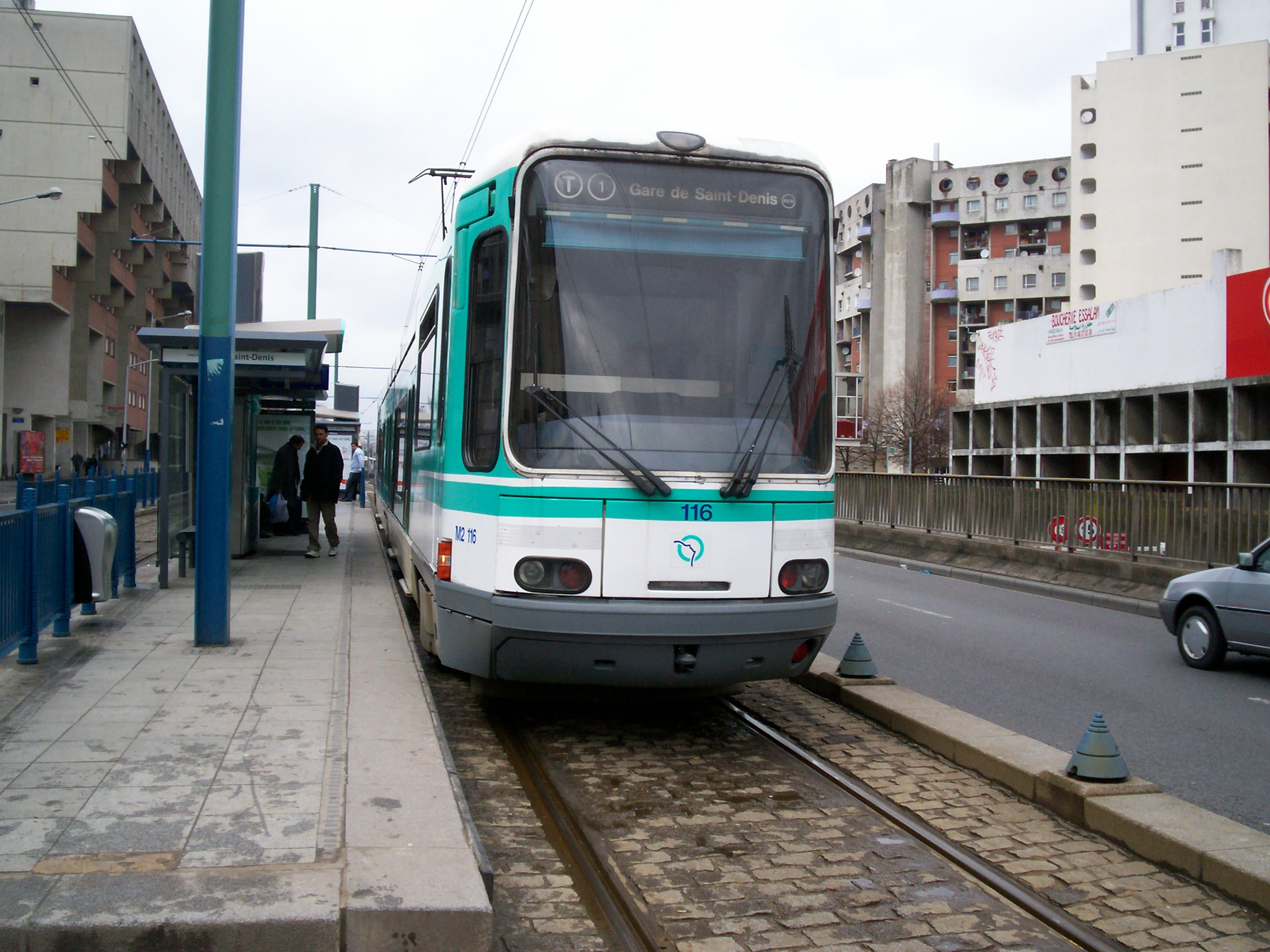
O trem TFS nº 116 na plataforma central parado na estação Hôtel de Ville de La Courneuve, em março de 2006.

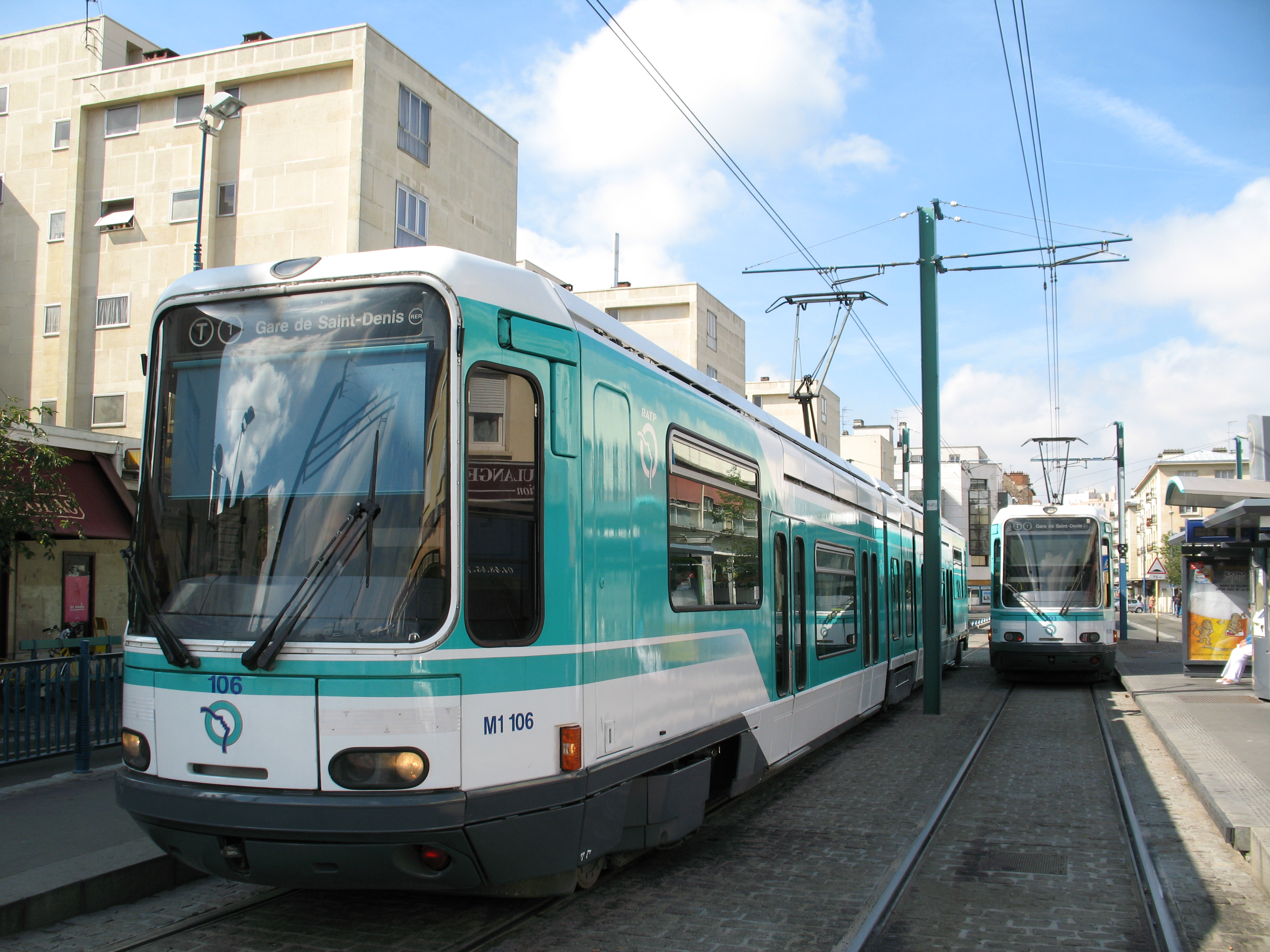
Os trens TFS nº 106 e 203 na estação Gare de Noisy-le-Sec, em julho de 2007.

Em 15 de dezembro de 2003, a linha foi estendida por 2,9 km para chegar à estação de Noisy-le-Sec, depois de ter servido cinco novas estações: Jean Rostand, Auguste Delaune, Pont de Bondy, Petit Noisy e Gare de Noisy-le-Sec. O caminho da extensão usa uma quase completamente vias urbanas no seu próprio site, com a exceção de uma ponte criada ex nihilo sobre o canal de l'Ourcq.

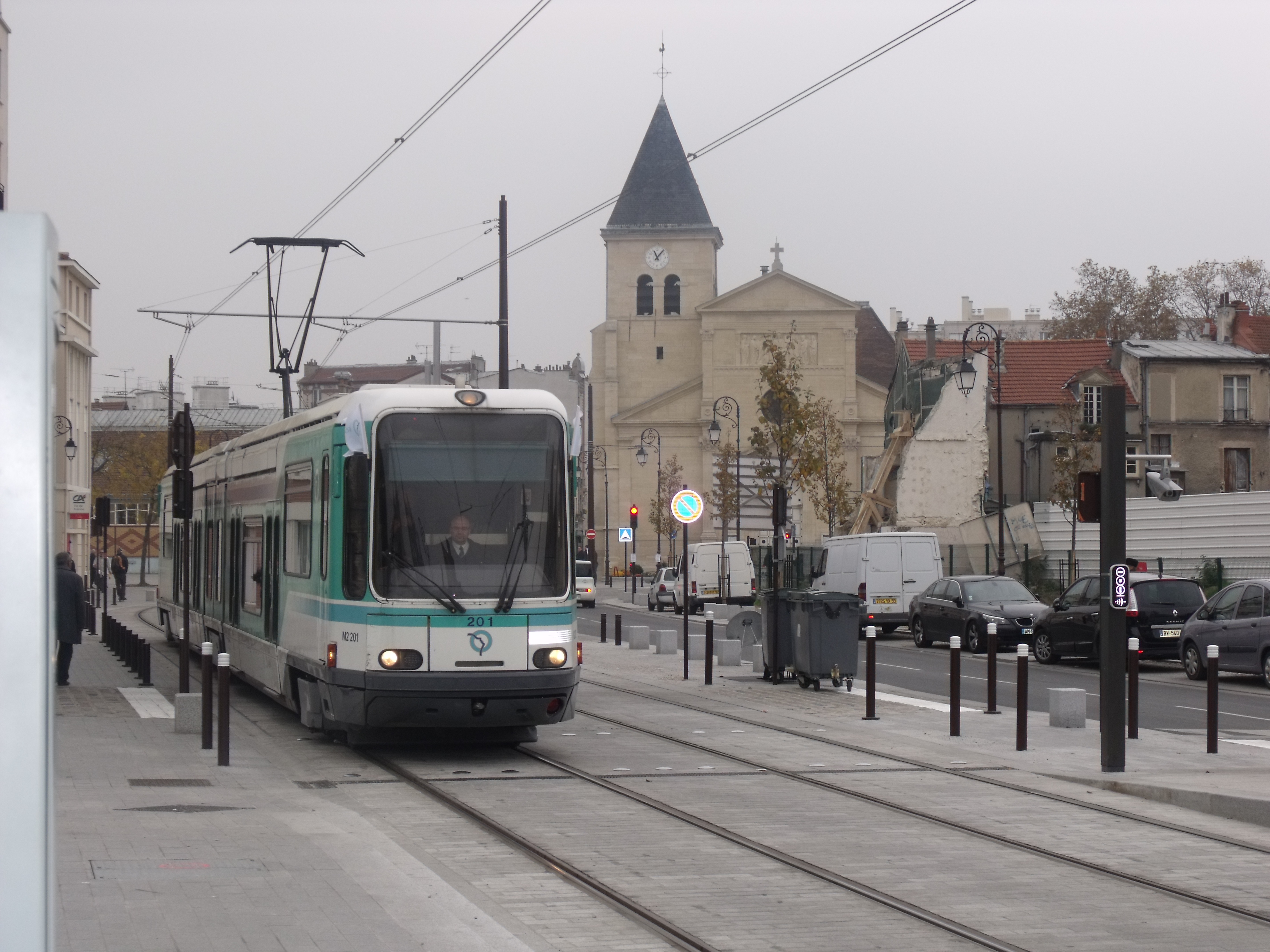
Inauguração da extensão da linha para Les Courtilles com um tramway na estação Le Village em Paris, em 15 de novembro de 2012.

Em 15 de novembro de 2012, a linha foi estendida para o oeste em Altos do Sena na primeira etapa, da Estação de Saint-Denis à estação de metro Les Courtilles. Ao longo de quais 4,9 km, a extensão permite a conexão de dez novas estações: L'Île-Saint-Denis, Mairie  de Villeneuve-la-Garenne, La Noue, Chemin des Reniers, Parc des Chanteraines, Gare de Gennevilliers, Timbaud, Le Village, Le Luth e Les Courtilles.

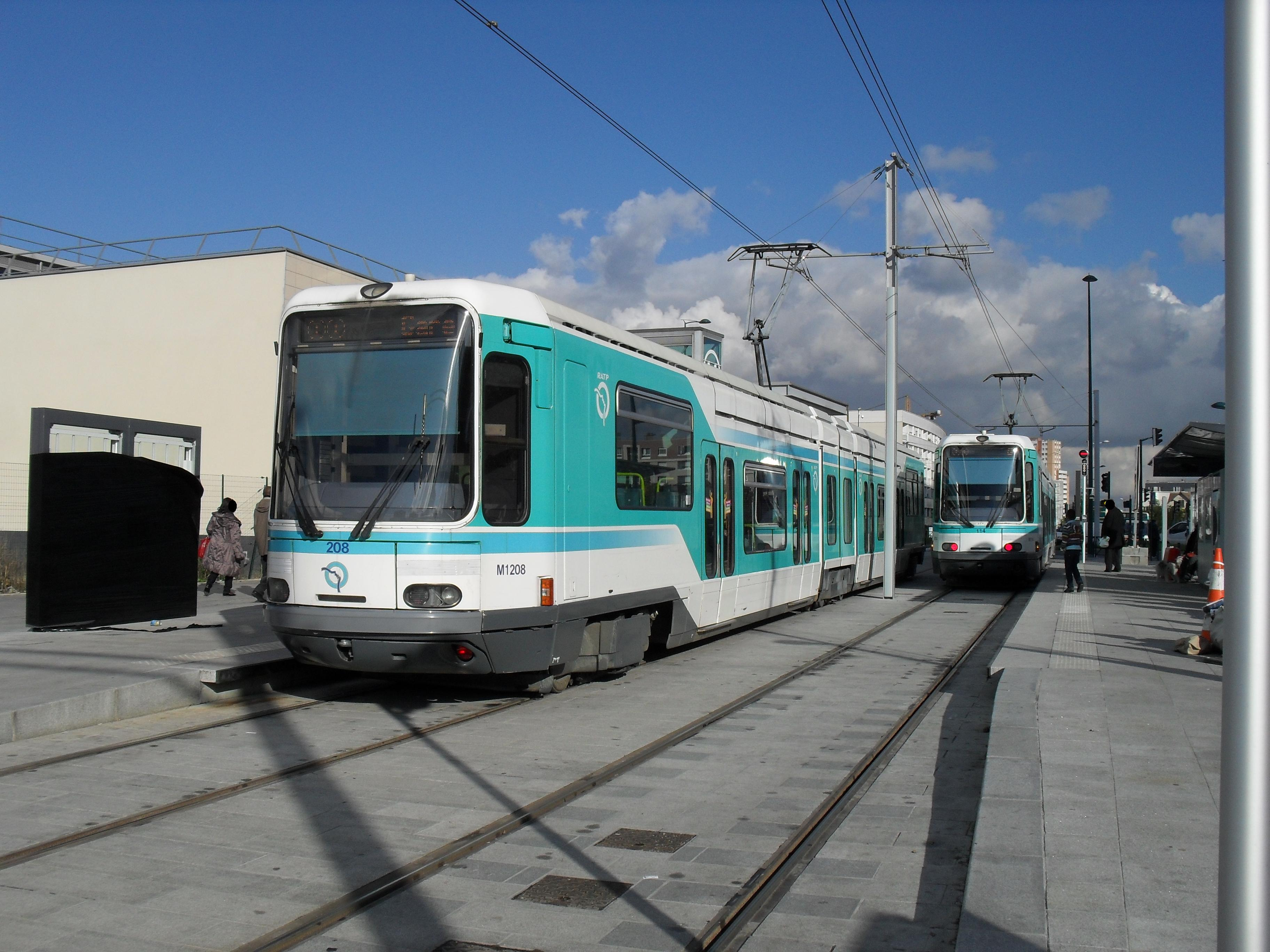
Os trens TFS nº 114 e 208 na estação Les Courtilles, durante o "marche à blanc", em novembro de 2012.

## Estações

Plano das vias da linha e do pátio de Bobigny, antes da extensão para Asnières - Gennevilliers.

Plano geograficamente preciso de linha, antes da extensão para Asnières - Gennevilliers.

- Asnières - Gennevilliers - Les Courtilles
- Le Luth
- Le Village
- Timbaud
- Gare de Gennevilliers
- Parc des Chanteraines
- Chemin des Reniers
- La Noue
- Mairie de Villeneuve-la-Garenne
- L'Île-Saint-Denis
- Gare de Saint-Denis
- Théâtre Gérard Philipe
- Marché de Saint-Denis
- Basilique de Saint-Denis
- Cimetière de Saint-Denis
- Hôpital Delafontaine
- Cosmonautes
- La Courneuve - Six Routes
- Hôtel de Ville de La Courneuve
- Stade Géo André
- Danton
- La Courneuve - 8 Mai 1945
- Maurice Lachâtre
- Drancy-Avenir
- Hôpital Avicenne
- Gaston Roulaud
- Escadrille Normandie-Niémen
- La Ferme
- Libération
- Hôtel de Ville de Bobigny
- Bobigny - Pablo Picasso
- Jean Rostand
- Auguste Delaune
- Pont de Bondy
- Petit Noisy
- Gare de Noisy-le-Sec

### Extensões para oeste
A ligação entre Asnières - Gennevilliers e Nanterre foram o assunto das discussões para a fase 2 (2013-2020) do projeto do SDRIF de 2006.
O trecho entre Colombes-La Marine e Nanterre-La Boule, a execução do que está integrado com o projeto da etapa entre Rueil-Malmaison e Nanterre - La Boule, é adiada para uma data ainda não definida.

### Extensão para o leste a Val de Fontenay
Além da extensão de Noisy-le-Sec realizada em 2003, uma nova extensão será feita até a estação RER de Val de Fontenay em 2019. Em 2012, a expectativa era de que essa extensão pode ser alcançada em 2017, mas a partir de 2014, esta data é adiada por dois anos. Junto a 7.7 km, que vai servir de quinze novas estações nas cidades de Noisy-le-Sec, Romainville, Montreuil, Rosny-sous-Bois e Fontenay-sous-Bois, · .
Ele vai estar em correspondência com a linha E do RER na estação de Noisy-le-Sec e a de Val de Fontenay, com a linha A da RER na estação de Val de Fontenay, com dezoito rotas de ônibus em toda a extensão, com a linha 1 do Metrô de Paris, estendido para Val de Fontenay depois do seu terminal atual Château de Vincennes, com a linha 11 do Metrô de Paris para a futura estação  Place Carnot em Romainville, com a linha 9 do Metrô de Paris na futura estação Aristide Briand, com a futura linha de Tram Express Nord para a Estação de Noisy-le-Sec, com a linha 3 do T Zen para Pont de Bondy e, finalmente, com a futura linha 15 nas estações Bobigny - Pablo Picasso, Pont de Bondy e Val de Fontenay.